# Пам'ятки національного значення Житомирської області
Нижче наведено перелік пам'яток культурної спадщини національного значення Житомирської області.
| №  | Фото | Назва                                                                           | Дата                                      | Місце | Тип                                | Охоронний номер |
| -- | ---- | ------------------------------------------------------------------------------- | ----------------------------------------- | --- | ---------------------------------- | --------------- |
| 1  |      | Пам'ятник Олександрові Пушкіну. Демонтований у 2022.                            | 1899                                      | Житомир, ріг вулиць Велика Бердичівська і Старий бульвар                                                                                     | пам'ятка монументального мистецтва | 060001-N        |
| 2  |      | Могила Бориса Тена                                                              | 1983                                      | Житомир, вул. Селецька, Смолянське кладовище                                                                                                 | історична пам'ятка                 | 060002-N        |
| 3  |      | Городище літописного міста Котельнича і поселення                               | IX-XIII століття                          | Житомирський район (до 2020 Андрушівський район), північний схід від села Стара Котельня, правий берег річки Гуйва, урочище Вали             | археологічна пам'ятка              | 060003-N        |
| 4  |      | Городище літописного міста Ярополч                                              | IX-XIII століття                          | Бердичівський район (до 2020 Андрушівський район), південь від села Яроповичі, урочище Замок                                                 | археологічна пам'ятка              | 060004-N        |
| 5  |      | Братська могила учасників Коліївщини                                            | 1767                                      | Житомирський район, південь від села Кодня                                                                                                   | історична пам'ятка                 | 060005-N        |
| 6  |      | Городище                                                                        | IX-XIII століття                          | Житомирський район, південний захід від села Станишівка, правий берег річки Тетерів                                                          | археологічна пам'ятка              | 060006-N        |
| 7  |      | Городища літописного міста Іскоростень (3), поселення і курганні могильники (2) | VIII-XVIII століття                       | Коростенський район, Коростень, правий берег річки Уж                                                                                        | археологічна пам'ятка              | 060007-N        |
| 8  |      | Городища літописного міста Городеськ (3)                                        | 3 тисячоліття до н.е, IX—XIII століття    | Коростенський район, село Городське | археологічна пам'ятка              | 060008-N        |
| 9  |      | Городище літописного міста Деревич                                              | IX-XIII століття                          | Житомирський район (до 2020 Любарський район), село Великі Деревичі, лівий берег річки Деревичка, урочище Замчище                            | археологічна пам'ятка              | 060009-N        |
| 10 |      | Будинок, в якому народилася і жила Леся Українка                                | 1871–1872                                 | Звягельський район (до 2020 Новоград-Волинський район), м. Звягель (до 2022 Новоград-Волинський), вул. Соборності (до 2017 Карла Маркса), 94 | історична пам'ятка                 | 060010-N        |
| 11 |      | Курганні могильники (2)                                                         | IX-XIII століття                          | Звягельський район, село Ходурки, правий берег річки Случ, урочище Сербина гора)                                                             | археологічна пам'ятка              | 060011-N        |
| 12 |      | Городища літописного міста Возвягеля (2) і посад                                | IX-XIII століття                          | Звягельський район, південний схід від села Чижівка, правий берег річки Случ                                                                 | археологічна пам'ятка              | 060012-N        |
| 13 |      | Городище, посад, поселення і курганні могильники (2)                            | IX-XIII століття                          | Коростенський район (до 2020 Овруцький район), село Городець                                                                                 | археологічна пам'ятка              | 060013-N        |
| 14 |      | Городище і поселення                                                            | IX-IV століття до н. е., IX—XIII століття | Коростенський район (до 2020 Олевський район, Олевськ                                                                                        | археологічна пам'ятка              | 060014-N        |
| 15 |      | Городище літописного міста Колодяжин                                            | XII-XIII століття                         | Житомирський район (до 2020 Романівський район), південний захід від села Колодяжне, правий берег річки Случ                                 | археологічна пам'ятка              | 060015-N        |
| 16 |      | Городища літописного міста Неятин (2)                                           | XII-XIII століття                         | Бердичівський район (до 2020 Ружинський район), село Ягнятин                                                                                 | археологічна пам'ятка              | 060016-N        |